# 胃癌
胃癌（stomach/gastric cancer）是發生在胃部黏膜的癌症。早期的症狀包括胃灼熱，上腹疼痛，惡心及食慾不振。晚期的症狀包括體重減輕，皮膚及眼白泛黃，嘔吐，吞嚥困难，便血等症狀。癌細胞會從胃擴散到其他部位，特別是肝、肺、骨骼、腹膜、及淋巴結等部位。
胃癌的主要危險因子是感染幽門螺桿菌，將近六成的胃部腫瘤患者都檢查出感染這種細菌，某些種的幽門螺桿菌較為其他種來的危險。其他致癌因素包含：食用腌制蔬菜、黴變、煙燻、油炸食物與抽菸。另大約有10%的病例與家族遺傳有關，大概有1%~3%的的案例是因為源自雙親的基因性疾病，像是遺傳性瀰漫性胃癌。大多數的胃部腫瘤都是腺癌，而這大致上又可再分為許多種類。另外淋巴瘤與間質瘤也可能在胃中分化。 大多時候胃癌會經年累月地持續惡化。胃癌的診斷大多經由胃鏡採檢樣本來做診斷，確診後才會再經由醫學影像確認是否轉移到其他地方。日本與南韓兩國胃癌的比率較高，可能因為他們會進行胃癌篩檢來發現疾病。
地中海式飲食和戒煙都能降低罹患胃癌的風險。有研究顯示，治療幽門螺桿菌可以降低未來罹患胃癌的風險。如果胃癌能夠早期治療，多數能夠痊癒。

## 症狀與鑒別
早期胃癌不會出現明显症狀或可能只導致許多普遍常見的症狀，臨床表現症狀則是模糊且不具特異性。大部份診斷出胃癌的病人被發現時都已經惡化至中後期且可能已經出現癌症轉移。這是胃癌的預後普遍不樂觀的重要原因之一。
胃癌症狀與消化性潰瘍類似，是導致延誤就醫與高死亡率的原因，但其痛感與潰瘍還是有些許差異，胃潰瘍是食後痛而十二指腸潰瘍是空腹痛，但胃癌通常不受進食的規律影響，且其痛感是一種咬啮性疼痛並且制酸劑不能解除痛感，然而還是有較少數胃癌痛感會受進食些許影響並且制酸劑能稍微緩解，導致診斷更難，所以說胃鏡還是唯一有效直接的診斷方法。而胃鏡中有一明顯區別方法就是十二指腸潰瘍的病灶極不可能是胃癌，因其成因是胃酸過強，反而有助殺滅很多產生亞硝酸類的細菌所以極少癌變，同時臨床上極稀少胃癌蔓延至十二指腸區域。但是胃潰瘍和胃癌就較難分辨很多時候只能靠切片，同時經驗較少的醫生也有誤判可能，而胃潰瘍成因是因為胃酸過少和黏膜防禦力弱造成亞硝酸類的細菌孳生，這也可以視為一種有邏輯關係的癌前因子。

## 引發原因
一般醫學上所謂的「危險因子」是指任何會增加得到某疾病的機會的「事物」。雖然大多數癌症的形成原因，至今仍不十分明瞭，它可能是由許多因子，經過許多過程逐步轉變而來的，對不同癌症而言，則也有不同「事物」會增加其癌變發生的機會。譬如吸煙的人較容易得肺癌、咽喉癌。
目前所知的胃癌危險因子有許多種，主要與生活環境、飲食習慣、遺傳與免疫因素以及慢性胃病等有關。例如環境中的致癌因子經年累月後可能導致胃黏膜變性而造成癌，或者個人對環境的致癌物敏感度較低有關。另外，男性的罹患率是女性的兩倍，因此雌激素有可能可以保護女性，比較不容易罹患胃癌。
常見的胃癌「危險因子」如下：
遺傳：胃癌的家庭歷史，家族內有血親罹患胃癌，則其它人得胃癌的機會比一般人多2-3倍。但仍有疑義，因這些人增加胃癌機會可能是由於有較相似的生活環境與飲食習慣。
性別：已知男性發生胃癌的機會是女性的兩倍，有可能因為是性別本身的關係或是男性抽煙喝酒較多所致。
老化：胃癌在50歲之後急速增加，年紀的變化扮演相當角色，研究指出或許與萎縮性胃炎在老年人發生率較高有關。
血型：早在1953年就有學者指出血型與胃癌的發生有關，A型的的人較其他它血型的人，得胃癌的機會多1/5。雖然已知血型是紅血球細胞上的抗原，與免疫系統有關，但為何A型血型的人有較高胃癌的發生率並不清楚。近年也有一些文獻不同意這種說法。
幽門螺旋桿菌：胃的長期的感染這細菌可引起慢性萎縮性胃炎，及一些免疫發炎反應。自1990初起就有許多研究報告指出，這細菌的感染與胃裡淋巴癌的產生有相當密切的關係，但對胃裡的腺癌則有爭議。目前有些證據顯示此幽門桿菌感染與胃體和胃竇部位的腺癌有關。但是胃腺癌也發生在一些未感染幽門桿菌的人身上，譬如在美國，少於1%的感染幽門桿菌病患會產生胃癌，而且目前也無確切的證據顯示預防或治療幽門桿菌感染可以降低胃癌發生的危險性。所以說暴露幽門螺旋桿菌的感染，似乎會增加得到胃癌的機會。1990年代Martin J. Blaser博士發現特定菌株類的幽門菌能產生一種毒液讓胃表面產生液泡，這種菌株稱為m1和s1基因種，有的人先天體質有促發炎基因如果同時遇到感染m1和s1基因種幽門菌，則胃癌機率會大升，但其他基因種幽門菌則沒有毒液能力，這可以算解答為何有些感染者並不導致胃癌率上升。
食物：流行病學的研究發現飲食的習慣與其內容與胃癌的發生有相當關係，據統計喜吃醺烤的食物、燒烤的肉類，醬菜鹹魚等鹽漬物者，胃癌的發生率較高。也有研究指出胃癌的發生率與鹽的消耗成正比。抽煙、喝酒也較容易促進胃癌的發生。在另一方面，吃新鮮水果和蔬菜，食用牛奶和維他命C則相對胃有保護作用，較少發生胃癌。
硝酸鹽和亞硝酸鹽：食物的保存及調理方式與胃癌的發生有密切的關係，硝酸鹽存在於一些蔬菜，某些飲用水，但也使用於肉類的燻製，它也可使鹽漬的肉類看起來較鮮紅。食物內的硝酸鹽，經腸胃內細菌還原成亞硝酸鹽，諸如幽門螺旋桿菌（Helicobacter pylori），與其他胺類再形成硝酸胺、亞硝酸胺。動物實驗已證實亞硝酸胺為頗強的致癌物，可引起胃裡細胞的癌變。另外有一點須特別注意是胃酸溶度太低，容易使細菌在胃裡滋生，增加了硝酸胺類的物質在胃裡的生成。低溫會抑制硝酸鹽轉變成亞硝酸鹽，也有學者指出這或許也是在美國胃癌發生率下降的原因之一，因為本世紀中期後冰箱才在北美洲變成必備的家電用品。
慢性萎縮性胃炎與黏膜腸上皮化生：萎縮性胃炎其胃酸分泌較低，胃黏膜也易形成腸上皮化生，胃癌的機會增加。年齡愈大，慢性萎縮性胃炎與黏膜腸上皮化生的比率也愈高。至於腸上皮化生在病理化驗又可分成三種亞型，以分化不完整的第三種亞型產生癌變的機會最高。
惡性貧血：惡性貧血是指因為胃無法生產一種物質，使得維他命B12吸收發生問題，缺乏導致的結果。這些人有1至12%會發生胃癌。
殘胃癌：普通非癌的胃手術後20年左右，可能產生殘胃的癌變現象。雖然仍有爭議，但一些流行病學研究指出曾經接受胃部切除手術的人，較一般人患胃癌的比率為高，估計約2-5%到5-16%不等。此種殘餘胃發生癌變的時間，由前次手術算起約在15-30年後。這或許是因為胃切除手術後，胃酸較低，產生亞硝酸鹽細菌增多。所以接受過胃部切除手術的人，尤其是採Billrith-II吻合術的，10幾年後，若有任何上消化道症狀，都應接受內視鏡檢查。
Menetrier's疾病：這疾病也叫做肥厚性胃病變，胃皺摺不正常增厚，胃酸很低，發生胃癌機會較高。但這疾病十分少見。
癌症家族症候群：遺傳性非息肉大腸癌或家族性多發性息肉症，除發生直腸大腸癌的機會較大外，產生胃癌的機率亦較高。
胃息肉：息肉是小的瘤或黏膜長出香菇狀的贅物，絕大多數的胃息肉都不會有惡性病變，但是若胃腺性息肉大於2公分以上，其中30-40%會有惡性變化。
煙草和酒精濫用：這些生活習慣也都會增加胃癌發生機會。

## 治疗
治療方式包括：外科手術、化學治療、放射線治療以及標靶治療。若到了疾病的末期，則可以考慮緩和療法。近年，腹腔加压气溶胶化疗（pressurized intraperitoneal aerosol chemotherapy，PIPAC）在符合条件的胃癌腹膜转移病患显示了疗效，在不延长住院时间的情况下提高了组织病理学反应率和总体生存率。
統計發現超過50%的病人會進行手術，但是手術之後，大約60-70%的病人發生轉移。轉移性的胃癌仍然是一種無法治癒的疾病。一般而言，胃癌病人平均五年的存活率大約22%左右，而晚期胃癌患者的五年的存活率更小於5%以下。化學療法已經成為胃癌治療不可缺少的方法之一，緩和的化學療法已經被證明能提高存活率或末期生活品質。胃癌的治療一般成效不佳，全球平均的五年存活率在10%以下。這主要是因為多數患者都在疾病已相當嚴重時才發現罹癌。在美國，五年存活率為28%，而在南韓五年存活率可達65%，致力於胃癌篩檢可能是存活率較高的原因之一。

## 流行病学
根據世界衛生組織估計，胃癌是全世界排名第四個最普遍被診斷的癌症，而且是所有癌症死亡率排名第二高，被視為國際間重要的健康危機。胃癌的高發生率包括東亞、南美洲和東歐國家。在中華民國，胃癌發生率尤其偏高，每100,000人口約有8.52人至9.68人，胃癌名列2006年癌症死亡原因第5位，約有2500人死於胃癌，每100,000人口死亡率為11.4% ，但胃癌若是極早期僅在表面型的五年存活率幾乎接近95%以上，而一旦擴散存活率會急降是其特性。
全世界中，胃癌是癌症致病原因第五名，並且在癌症致死率排名中為第三名，分別占7%與9%的個案數。在2012年中，有 950,000人發病，且723,000 人死亡。在1930年代以前，胃癌是世界許多地區（包含美國和英國）最常見的癌症死因，但後來各個地區的胃癌死亡率皆已下降。一般認為和發明冰箱，因此人們使用鹽漬法來保存食物的比例降低有關。胃癌最普遍發生於東亞以及東歐地區，並且男性發病的機率是女性的兩倍。

## 外部連結
- National Cancer Institute Gastric cancer treatment guidelines （页面存档备份，存于）